# (12256) 1989 CJ8
(12256) 1989 CJ8 là một tiểu hành tinh vành đai chính. Nó được phát hiện bởi Henri Debehogne ở Đài thiên văn La Silla ở Chile ngày 8 tháng 2 năm 1989.